# 地球探検隊レジェンドの真相
『地球探検隊レジェンドの真相』（ちきゅうたんけんたいレジェンドのしんそう、Legend Quest ）はアメリカ合衆国で2011年に制作され、日本ではユニバーサルチャンネルで2012年に放送されたリアリティ番組である。

## 内容
考古学探検家のアシュリー・カーウィが世界中を冒険、探検して伝説の遺物を探す。

## エピソード
1. 失われた聖櫃を探せ!
このエピソードでは聖櫃と、マヤ文明の語る十字架（英語版）を探す。
そして、聖櫃はシャルトル大聖堂に、十字架はヤシュナから西へ直線上にあるセノーテにあると予想する。
2. エクスカリバーと如意宝珠
このエピソードではアーサー王の剣エクスカリバーと、願いを叶える秘宝、如意宝珠や、如意宝珠があるとされるシャンバラを探す。
結果、エクスカリバーは大英博物館に保管、シャンバラと如意宝珠はフィリピンのタール湖に噴火によって沈んだと予想する。
3. キリストを刺した聖槍
このエピソードでは聖槍と、インカ帝国の秘宝で不思議な力をもつと言われる、金の円盤を追う。
そして、聖槍はエリア51にあり、金の円盤はペルーのインカワシ山の頂上の遺跡にあると予想する。
4. モーセの杖の行方
このエピソードではモーセの杖と、運命の石[註 1]を探す。
結果、モーセの杖はペトラ遺跡の近くにあると予想。運命の石は発見され、本物かどうか鑑定中。
5. ローマ教皇とソロモンの指輪
このエピソードではソロモンの指輪と、ブリテン島の13の宝（英語版）を探す。
そして、指輪はローマ教皇が保管していると予想、ブリテン島の13の宝は、マーリンの墓とともにフランスのバレントンの泉の下にあると予想。
6. 自由の女神の隠された秘密
このエピソードではキリストの聖杯を探す。
結果、聖杯は溶かされ、自由の女神が所持するトーチに使われたと予想。